# Dasycyptus
Dasycyptus is een geslacht van spinnen uit de familie springspinnen (Salticidae).

## Soorten
De volgende soorten zijn bij het geslacht ingedeeld:
- Dasycyptus dimus Simon, 1902
- Dasycyptus dubius Berland & Millot, 1941